# Tavaszi pajzsosrák
A tavaszi pajzsosrák (Lepidurus apus) a levéllábú rákok (Branchiopoda) osztályának Notostraca rendjébe, ezen belül a pajzsosrákok (Triopsidae) családjába tartozó faj.

## Előfordulása
A tavaszi pajzsosrák elterjedési területe Közép-Európa. Igen megritkult.

## Alfajai
- Lepidurus apus apus
- Lepidurus apus lubbocki
- Lepidurus apus patagonicus
- Lepidurus apus viridis Baird, 1850

## Megjelenése
A tavaszi pajzsosrák a nyári pajzsosrákhoz hasonló, de valamivel kisebb (maximális hosszúsága 5 centiméter), és farokvillája rövidebb. A farokvilla két ága közötti utolsó szelvényen nyelv alakú, hátrafelé irányuló lap található. A hátpajzson elöl 2 összetett szem és közvetlenül mögötte 4 ocellumból álló naupliusz-szem helyezkedik el. Mint a nyári pajzsosráknál, a hímek itt is nagyon ritkák.

## Életmódja
A tavaszi pajzsosrák főleg időszakos vízgyülemlések, olvadékvizek lakója. Gyakran a korai tócsarákkal (Siphonophanes grubii) társul. Az állat közvetlenül hóolvadás után, márciusban jelenik meg, és májusban már el is tűnik. A tavaszi pajzsosrák gyakran a társaságában tömegesen előforduló korai tócsarákokat fogyasztja.

## Szaporodása
A nőstények szűznemzéssel petéket képeznek, melyeket a tizenegyedik lábpáron levő tasakokban hordoznak. A kemény héjú, tartós peték többéves kiszáradás után is életképesek.